# 아나나이촌
아나나이촌(穴内村)은 일본 고치현 아키군에 설치되었던 촌이다. 현재의 아키시의 일부에 해당한다.